# Coreanos
Os coreanos (em coreano: 한국인) são um grupo étnico originário da Península Coreana e Manchúria.

## Etimologia
Os sul-coreanos chamam a si próprios de "hanguk-in" (em coreano: 한국인 (hangul); 韓國人 (hanja); romaniz.: hanguk-in), "han-in" (em coreano: 한인; (hangul); 韓人(hanja); romaniz.: han-in; lit. "pessoas grandes") ou ainda "hanguk-saram" (em coreano: 한국 사람; romaniz.: hanguk-saram).
Os norte-coreanos se denominam "chosŏn-in" (em coreano: 조선인; romaniz.: "chosŏn-in") ou "chosŏn-in" (em coreano: 조선 사람; romaniz.: "chosŏn-saram").

## Origens

### Estudos linguísticos e arqueológicos
Os coreanos são descendentes dos povos da Ásia Oriental. Evidências arqueológicas sugerem que os ancestrais dos coreanos eram migrantes da região da Manchúria e sul da Sibéria que migraram e se fixaram na Península Coreana em sucessivos deslocamentos do Neolítico à Idade do Bronze. Ao migrarem para o extremo sul da península, por volta de três mil anos atrás, os coreanos acabaram expulsando os povos falantes de línguas japônicas para o arquipélago japonês (originando o povo japonês moderno) e os que permaneceram na Coreia acabaram por ser assimilados à língua e cultura coreana.
O mesmo modelo de sepultura é um indicativo de quem tenha vivido ali. A maior concentração de dolmen no mundo está na Península Coreana. Estima-se que existam cerca de 35.000 dolmens, aproximadamente 40% do total encontrado no mundo. Dolmens semelhantes podem ser encontrados fora da Coreia, nomeadamente na Manchúria, Shandong e Kyushu, mas ainda é incerto o porquê dessa cultura florescer de forma tão intensa apenas na Península Coreana em comparação ao Nordeste da Ásia.

### Estudos genéticos
Estudos do polimorfismos no cromossomo Y humano produziram evidências de que o povo coreano possui uma longa história como um grupo étnico endogâmico com sucessivos deslocamentos de pessoas para a península e três Haplogrupos maiores do cromossoma Y.

## Diferenças regionais
Existem diferenças regionais, culturais e políticas entre os coreanos, assim como ocorrem entre outras etnias.
Na Coreia do Sul, a mais importante diferença regional é entre a região de Yeongnam, que engloba as províncias de Gyeongsang do Norte e Gyeongsangnam do Sul à sudeste e a região de Honam, abrangendo as províncias de Jeolla do Norte e Jeolla do Sul à sudoeste. Essa rivalidade regional remonta aos Período dos Três Reinos que durou do século IV ao século VII, onde os reinos de Goguryeo, Baekje e Silla lutaram pelo controle da península.
Observadores notaram que são raros os casamentos inter-regionais desde que as duas áreas foram separadas. A partir de 1990, uma nova estrada de quatro pistas foi concluída entre Gwangju e Daegu, e as capitais de Jeolla do Sul e Gyeongsang do Norte tiveram um pequeno sucesso na sua integração. 
A elite política da Coreia do Sul, incluindo os presidentes Park Chung-hee, Chun Doo-hwan e Roh Tae-woo são, na sua maioria, da região de Yeongnam. Como resultado, a região possui uma atenção especial de recursos do governo para o desenvolvimento, em contraste com a região de Honam, que permaneceu predominantemente rural e com menor desenvolvimento.

## Cultura
As Coreias do Norte e do Sul possuem uma herança em comum; porém, com a divisão da Coreia em 1945, isso resultou em algumas divergências na cultura moderna.
A sociedade coreana é muito homogênea, já que 98% dos seus habitantes são etnicamente coreanos. Ainda que continue sendo mínima, a população de habitantes não-coreanos tem aumentado.

## Língua
A língua das pessoas coreanas é a coreana, que utiliza o hangul como sistema de escrita principal. Existem cerca de 78 milhões de pessoas que falam o coreano ao redor do mundo.

## Religião
Em 2005, quase metade da população sul-coreana expressou que não tinha preferência religiosa. Dos restantes, a maioria são cristãos e budistas; a população em 2010 era dividida em: 43,1% cristã (18,3% protestantes, 10,9% católicos e 13,9% de outras denominações cristãs) e 22,8% eram budistas. Outras religiões praticadas no país incluem o islã e vários outros novos movimentos religiosos, como o jeungsanismo, o daesunismo, o cheondoísmo e o budismo won.
O budismo foi introduzido na Coreia no ano 372 d.C. por missionários chineses. Segundo o censo nacional de 2005, no país existiam mais de dez milhões de budistas.
O islã conta com pouco mais de trinta mil seguidores nativos, além de mais de cem mil estrangeiros provenientes de países muçulmanos, especialmente do Paquistão e do Bangladesh.